# Bruno Klockmann
Bruno Heinrich Ludwig Klockmann (* 4. April 1892 in Weißenfels; † 23. September 1964) war ein deutscher Schauspieler.

## Leben
Bruno Klockmann wurde als Sohn des Schauspielers und Kaufmanns Richard Klockmann und seiner Ehefrau Käthe geboren. Er absolvierte die Realschule und erhielt im Anschluss eine Schauspielausbildung durch seinen Vater. Von 1914 bis 1918 nahm er als Soldat am Ersten Weltkrieg teil. Es folgten Engagements an Theatern in Elbing, Thorn und Reval und verschiedenen Berliner Bühnen (Theater des Westens und Rose-Theater) sowie eine Tournee mit Albert Bassermann. Daran schlossen sich bis 1944 weitere Tätigkeiten unter anderem am Schiller-Theater und der Volksbühne in Berlin an. Nach Ende des Zweiten Weltkriegs spielte Klockmann am Theater am Schiffbauerdamm und ab 1947 an den Hamburger Kammerspielen und dem Theater im Zimmer.
Ab 1937 wirkte Bruno Klockmann auch in Film- und Fernsehproduktionen mit. Darunter befanden sich die Spielfilme Mordsache Holm von Erich Engels mit Walter Steinbeck, Elisabeth Wendt und Harald Paulsen, Flucht ins Dunkel von Arthur Maria Rabenalt mit Joachim Gottschalk und Ernst von Klipstein und Hertha Feiler und Der Maulkorb aus dem Jahr 1958 von Wolfgang Staudte mit O. E. Hasse, Hertha Feiler und Hansjörg Felmy.
Bruno Klockmann war zudem in einigen Hörspielproduktionen und als Synchronsprecher tätig.

## Filmografie (Auswahl)
- 1937: Heimweh
- 1938: Mordsache Holm
- 1938: Verwehte Spuren
- 1938: Der Fall Deruga
- 1939: Hochzeit mit Hindernissen
- 1939: Kennwort Machin
- 1939: Flucht ins Dunkel
- 1949: Die letzte Nacht
- 1949: Schicksal aus zweiter Hand
- 1950: Des Lebens Überfluss
- 1950: Der Schatten des Herrn Monitor
- 1951: Engel im Abendkleid
- 1952: Gift im Zoo
- 1952: Der Weg zu Dir
- 1953: Die Geishas des Captain Fisby (Fernsehfilm)
- 1953: Keine Angst vor großen Tieren
- 1953: Das Nachtgespenst
- 1954: Vater braucht eine Frau (Fernsehfilm)
- 1957: Von allen geliebt
- 1958: Die Sache mit Kasanzew (Fernsehfilm)
- 1958: Der Maulkorb
- 1962: Leben des Galilei (Fernsehfilm)

## Synchronisation
- 1950: Piratenliebe
- 1951: Oliver Twist
- 1952: So ist das Leben
- 1953: Die Schmuggler-Prinzessin